# Feldzugsmedaille (Waldeck)
Im Fürstentum Waldeck existierten die folgenden Feldzugmedaillen:

## Feldzugmedaille 1809–1810
Wurde an die Überlebenden des an der Seite Frankreichs in Spanien kämpfenden Soldaten des Fürstentums verliehen. Die Stiftung erfolgte gemeinsam mit der Feldzugmedaille 1813–1815.

## Feldzugmedaille 1813–15
Die Feldzugmedaille 1813–15 wurde am 14. Januar 1850 durch die Regentin des Fürstentums Emma zu Waldeck-Pyrmont gestiftet. Sie konnte an alle Militärpersonen der Streitkräfte des Fürstentums verliehen werden, die an den Feldzügen 1813, 1814 und 1815 teilgenommen und sich dabei tadellos geführt haben.

## Feldzugmedaille 1849
Wurde am 6. Juni 1862 durch Fürst Georg Viktor von Waldeck-Pyrmont gestiftet und konnte an alle Angehörigen des Füsilierbataillons Waldeck verliehen werden, die sich im Rahmen von zwei Gefechten auf der Düppeler Schanze anlässlich der Schleswig-Holsteinischen Erhebung bewährt hatten.

## Aussehen
Die aus der Bronze erbeuteter Geschütze bestehende Medaille zeigt die von einem Lorbeerkranz umgebenen Initialen des Fürsten G. V. (Georg Viktor). Rückseitig ein aufrecht stehendes Schwert mit der bzw. den entsprechenden Jahreszahlen.
Getragen wurde die Auszeichnung an einem roten Band mit schwarz-gold schwarzen Randstreifen auf der linken Brust.